# 西北黄耆
西北黄耆（学名：Astragalus fenzelianus）是豆科黄芪属的植物，是中国的特有植物。分布于中国大陆的甘肃、青海、四川等地，生长于海拔3,000米至4,500米的地区，多生在高山草甸及山坡灌丛中，目前尚未由人工引种栽培。